# 2008年夏季奥林匹克运动会所罗门群岛代表团
2008年夏季奥林匹克运动会所羅門群島代表团会参加2008年8月8日至24日在中国北京主办的第29届夏季奥运，代表团有3人，分別參與兩個項目。

## 田徑
- Pauline Kwalea
- Francis Manioru

## 舉重
- Wendy Hale（女子58公斤級）